# Urlați
Urlați város Prahova megyében, Munténiában, Romániában. A hozzá tartozó települések: Arioneștii Noi, Arioneștii Vechi, Cherba, Jercălăi, Mărunțiș, Orzoaia de Jos, Orzoaia de Sus, Schiau, Ulmi, Valea Bobului, Valea Crângului, Valea Mieilor, Valea Nucetului, Valea Pietrei, Valea Seman valamint Valea Urloii.

## Fekvése
A város a Cricovul Sarat folyó mentén helyezkedik el.

## Elnevezése
Több elmélet is létezik:
- Neve német eredetű, jelentése: egy régi dolog.

- Fordítása a „Cricov” szláv szónak, ami kiáltást jelent, románul: Urlat.

- Magyar eredetű, a Váralatt névből származik, aminek román fordítása: "subcetate", Orlat, Urlat. Ami talán a legvalószínűbb, ugyanis ez a terület a XIX. századig székely, kárpátokon túli terület volt, Saak-Székely néven.

## Történelem
A települést először 1515 -ből származó dokumentumok említik.

## Lakossága
| Nemzetiségek | 2002  | 2002   |
| ------------ | ----- | ------ |
| Románok      | 11589 | 98,41% |
| Romák        | 178   | 1,51%  |
| Magyarok     | 6     | 0,05%  |
| Törökök      | 2     | 0,01%  |
| Németek      | 1     | 0,01%  |
| Összesen     | 11776 | 100,0% |

## Külső hivatkozások
- A település honlapja
- 2002-es népszámlálási adatok
- Adatok a településről
- asociatiaturismprahova.ro Archiválva 2016. március 4-i dátummal a Wayback Machine-ben
- Marele Dicționar Geografic al României